# Dominic Montserrat
Dominic Alexander Sebastian Montserrat (Slough, 2 de janeiro de 1964 – Londres, 23 de setembro de 2004) foi um egiptólogo e papirologista britânico.

## Vida
Montserrat estudou egiptologia na Universidade de Durham e obteve seu doutorado em estudos clássicos no University College London, especializado-se em papirologia grega, copta e egípcia.
De 1992 a 1999, lecionou estudos clássicos na Universidade de Warwick. Sofrendo desde o nascimento de hemofilia, sua saúde cada vez mais deteriorada o levou a renunciar ao ensino em 1999 e a ocupar um posto de pesquisa no departamento de clássicos da The Open University. Faleceu em decorrência dos efeitos de sua doença em 2004, aos quarenta anos.
Apesar de sua saúde debilitada, foi extraordinariamente produtivo em sua breve vida acadêmica: era membro do comitê da Sociedade de Exploração do Egito, pela qual publicava regularmente, e era curador da premiada exposição itinerante Ancient Egypt: Digging For Dreams do Museu Petrie de Arqueologia Egípcia. Um público mais amplo o viu co-apresentando a série de documentários de TV The Egyptian Detectives, uma produção do National Geographic Channel e o Channel 5.
Em seu livro de estréia Sex and Society in Graeco-Roman Egypt, de 1996, apresentou um amplo estudo da sexualidade antiga e suas manifestações culturais no Egito greco-romano. Seu segundo livro focou na vida e nos tempos do "faraó herege" Aquenáton (2000), cuja vida após a morte foi um objeto de interpretações e apropriações modernas que analisou criticamente.

## Obras selecionadas
- Sex and Society in Graeco-Roman Egypt, Londres & Nova Iorque: Kegan Paul, 1996, ISBN 0-7103-0530-3
- From Constantine to Julian: Pagan and Byzantine Views. A Source History, Londres & Nova Iorque: Routledge, 1996 (co-editor), ISBN 0-415-09335-X
- Akhenaten: History, Fantasy and Ancient Egypt, Londres & Nova Iorque: Routledge, 2000, ISBN 0-415-18549-1